# 高木神社 (目黒区)
高木神社（たかぎじんじゃ）は東京都目黒区の神社。

## 概要
創建年代は不明である。江戸時代には既に存在しており、碑文谷村子ノ神の鎮守であった。当初は「第六天社」という名称であったが、明治時代に「高木神社」に改称した。
明治以前は、子ノ神（大国主）・第六天（他化自在天）・高木神（高御産巣日神）が渾然一体となった村の守護神として祀られていたという。

## 交通アクセス
- 都立大学駅より徒歩17分。